# Torre Espacio

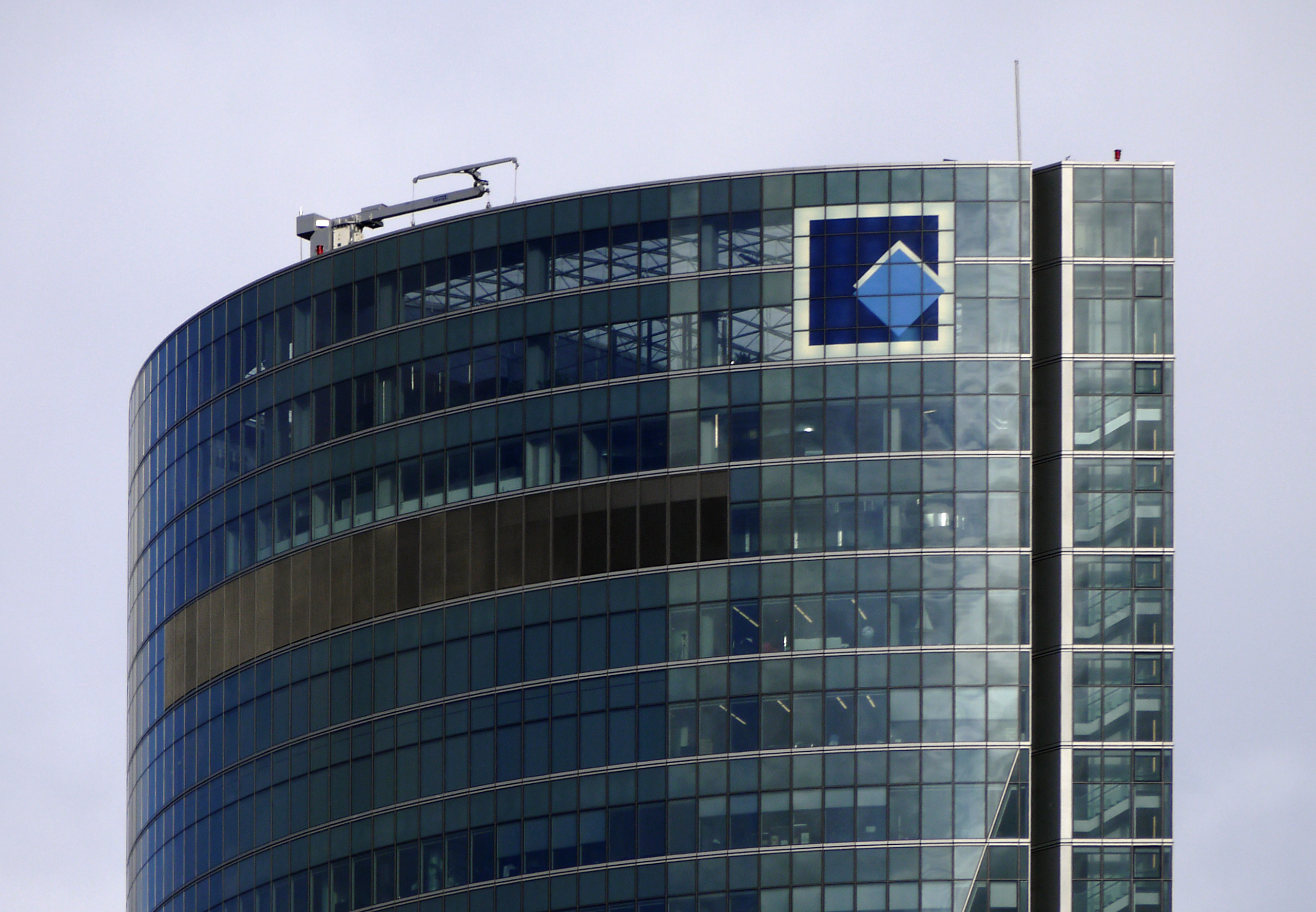
Närbild av byggnadens översta del

Torre Espacio är en skyskrapa i Cuatro Torres Business Area i Madrid i Spanien. Skyskrapan är 236 meter hög och har 57 våningar.